# Unity Centre of Communist Revolutionaries of India (Marxist-Leninist)
Unity Centre of Communist Revolutionaries of India (Marxist-Leninist) (UCCRI), indiskt kommunistparti, bildat 1975 som en sammanslagning av APCCCR och tre andra grupper. T. Nagi Reddy ledde UCCRI(ML) till sin död 1976.